# Landion (Aube)
Der Landion ist ein Fluss in Frankreich, der in der Region Grand Est (früher Champagne-Ardenne) verläuft. Er entspringt in der Gemeinde Champignol-lez-Mondeville im Département Aube, fließt in nördlicher Richtung ab und mündet nach rund 24 Kilometern in der Gemeinde Dolancourt als linker Nebenfluss in die Aube. Kurz vor der Mündung durchquert der Landion den Freizeitpark Nigloland.

## Orte am Fluss
(Reihenfolge in Fließrichtung)
- Champignol-lez-Mondeville
- Bligny
- Meurville
- Spoy
- Argançon
- Dolancourt